# Трентон (Џорџија)
Трентон (енгл. Trenton) град је у америчкој савезној држави Џорџија. По попису становништва из 2010. у њему је живело 2.301 становника.

## Демографија
Према попису становништва из 2010. у граду је живело 2.301 становника, што је 359 (18,5%) становника више него 2000. године.
| Група             | 2000.         | 2010.         |
| Белци             | 1.887 (97,2%) | 2.151 (93,5%) |
| Афроамериканци    | 5 (0,3%)      | 16 (0,7%)     |
| Азијати           | 8 (0,4%)      | 19 (0,8%)     |
| Хиспаноамериканци | 27 (1,4%)     | 74 (3,2%)     |
| Укупно            | 1.942         | 2.301         |